# Gentianella brevisepala
Gentianella brevisepala är en gentianaväxtart som först beskrevs av L.G.Adams, och fick sitt nu gällande namn av Glenny. Gentianella brevisepala ingår i släktet gentianellor, och familjen gentianaväxter. Inga underarter finns listade i Catalogue of Life.